# Hohle Gasse (Weimar)

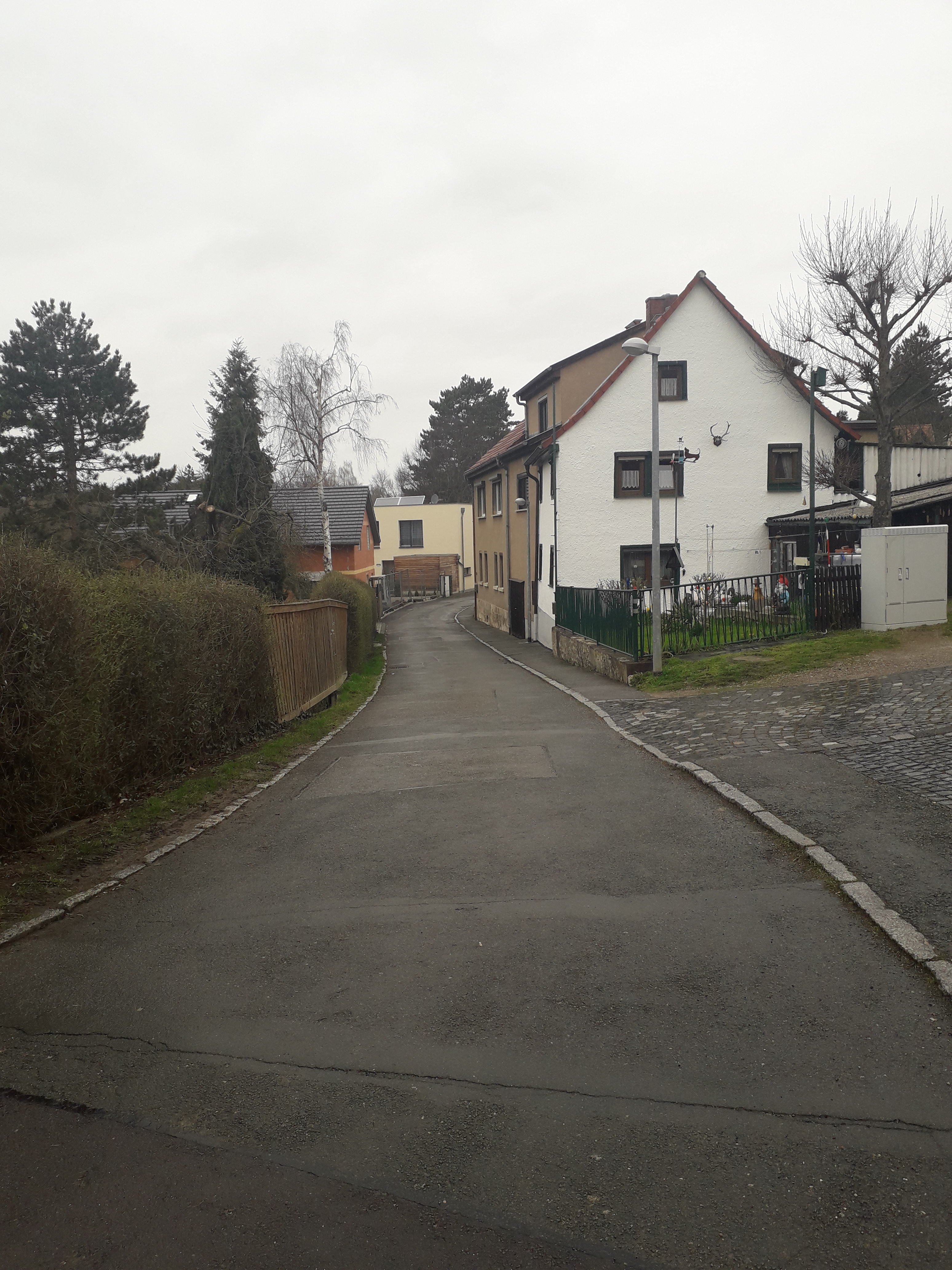
Hohle Gasse in Oberweimar oberer Teil

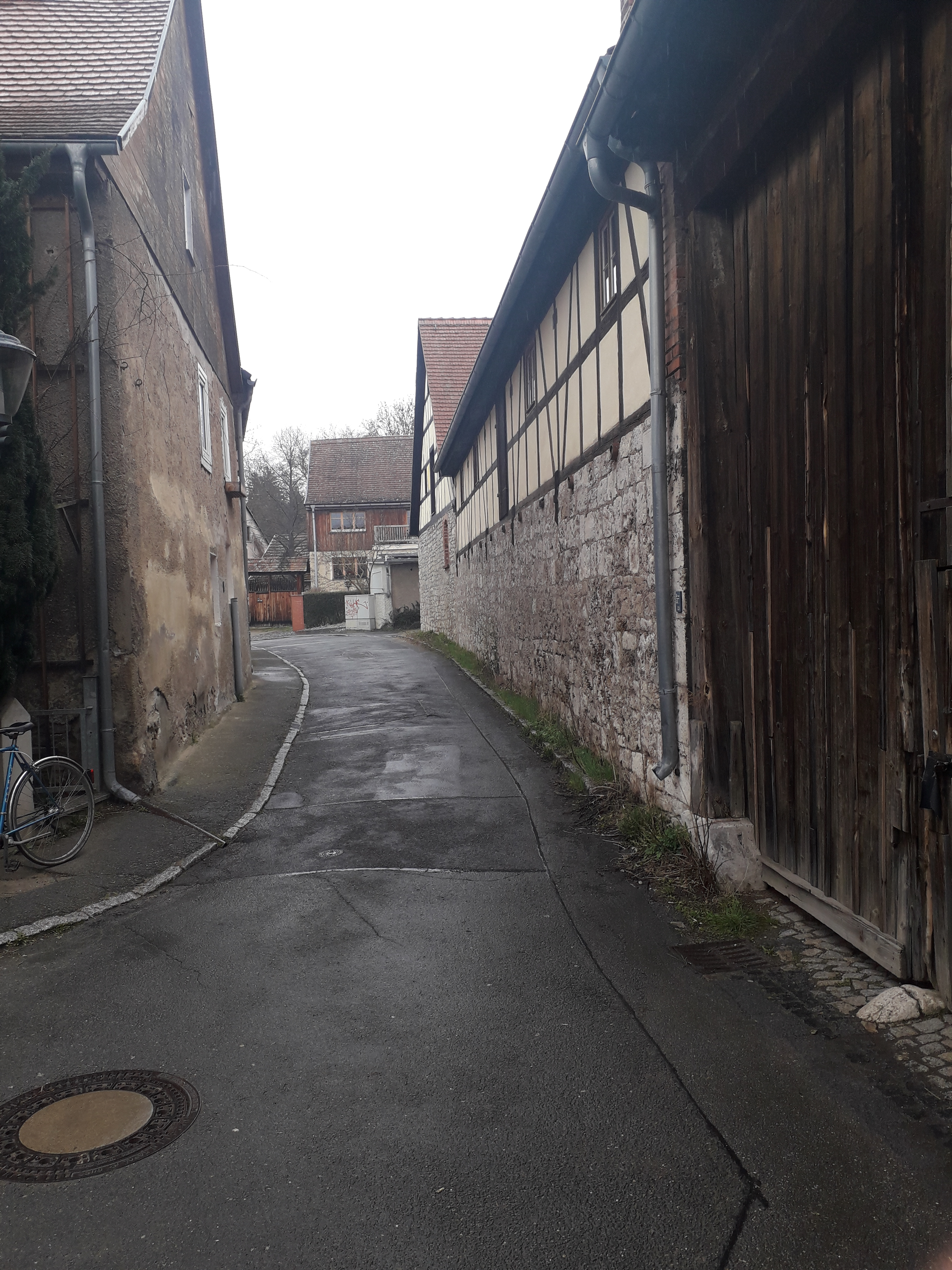
Hohle Gasse in Oberweimar unterer Teil

Die um 1913 benannte Hohle Gasse im Weimarer Ortsteil Oberweimar beginnt am Dichterweg und endet nicht an der Mittelstraße. Sie macht mehrere Hohlkehren, woher sie möglicherweise ihren Namen her hat. Sie ist eine Anliegerstraße. An dem Dichterweg enden auch die Straßenzüge Am Wäldchen, der Berggarten und der Franz-Bunke-Weg.
Hier befindet sich der nördliche Rand des alten Siedlungskerns von Oberweimar. An der Hohlen Gasse 7 befindet sich die Kegelbahn des VfB Oberweimar und ein Sportplatz. Das als Parksportplatz bezeichnete Areal befindet am südlichen Ende des Corona-Schröter-Weg, welcher rechtsseitig der Ilm nach Norden in den Ilmpark führt.
Die Hohle Gasse 1 und 3 stehen auf der Liste der Kulturdenkmale in Weimar (Ortsteile)  und der Liste der Kulturdenkmale in Oberweimar (Thüringen).